# Tresbœuf
Tresboeuf (bret. Trevo) – miejscowość i gmina we Francji, w regionie Bretania, w departamencie Ille-et-Vilaine.
Według danych na rok 1990 gminę zamieszkiwało 878 osób, a gęstość zaludnienia wynosiła 35 osób/km² (wśród 1269 gmin Bretanii Tresboeuf plasuje się na 626. miejscu pod względem liczby ludności, natomiast pod względem powierzchni na miejscu 374.).